# شحم
شحم، یا مرخ شُهر، پچیلوک (نام علمی: Leptadenia pyrotechnics) نام یک گونه از زیرخانواده استبرق است.
گیاه مرخ یا شحم در شبه جزیره عربی و ایران و هند می روید و گیاهی بیابانی است در سالهای اخیر امارات هزاران نهال این درخت را به منظور بیابان زدایی پرورش داده است و پرورش و تکثیر این گیاه می‌تواند در ایران به بیابانزدایی یاری رساند . ریشه های این گیاه بیش از پانزده متر در زمین رشد میکنند و طول شاخه های بی برگ ان به بیش از دو متر می رسد محصول این گیاه مثل لوبیای کوچک است این گیاه در منطقه تهامه با فرهنگ مردم ارتباط تنگاتنگی دارد و از برای ساختن حصار خانه و سقف خانه استفاده می کنند همچنین غذای مشهور حنیذ روی شاخه های سبز این گیاه پخته می شود

## نگارخانه

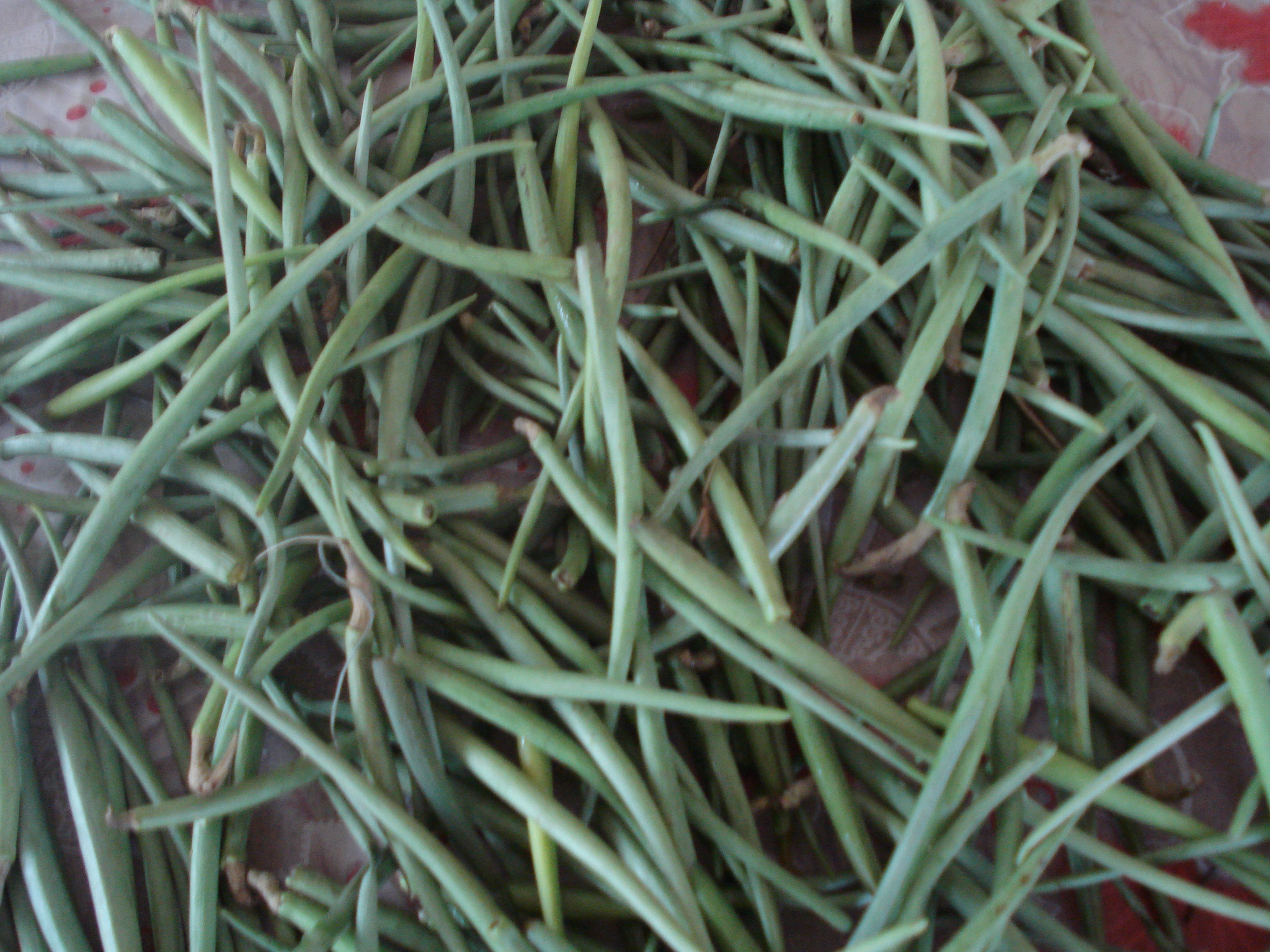
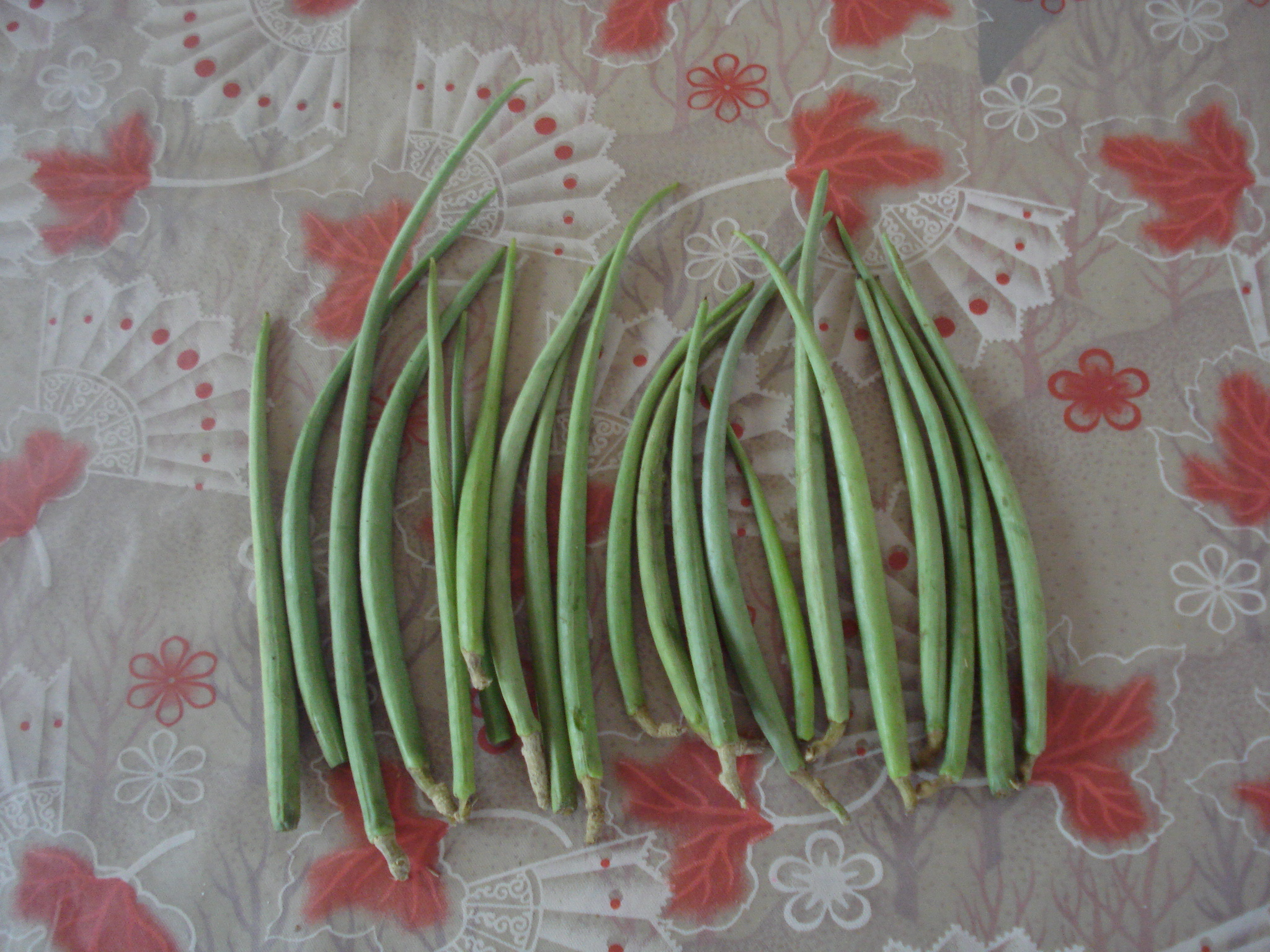